# Catálogo Descriptivo de las Maderas que se Exhibieron en la Exposición Internacional Agricultura
Catálogo Descriptivo de las Maderas que se Exhibieron en la Exposición Internacional Agricultura (abreviado Cat. Descr. Maderas) es un libro con ilustraciones y descripciones botánicas que fue escrito conjuntamente por Carlo Luigi Spegazzini y Carlos De Alberti Girola y publicado en Buenos Aires en el año 1910.